# Liste der Denkmäler in Kaliningrad
Diese Liste der Denkmäler in Kaliningrad enthält Denkmäler der früheren Stadt Königsberg sowie der heutigen Stadt Kaliningrad.
Mit zwei Ausnahmen (Schiller-Denkmal und Kämpfende Wisente) wurden alle Denkmäler des früheren Königsberg im Verlauf des Zweiten Weltkrieges und danach zerstört oder gingen anderweitig verloren. Nach der weitgehenden Vernichtung erfolgte durch die Sowjets ein vollständiger Umbau der Stadt. Es wurden unter sowjetischer Herrschaft auch eine Anzahl von Monumenten und Denkmälern neu geschaffen, zumeist mit einem Bezug auf den Großen Vaterländischen Krieg. Auch in postsowjetischer Zeit wurden einige neue Denkmäler erschaffen sowie auch einige verlorene Denkmäler aus Königsberger Zeit rekonstruiert oder als Kopien neu erstellt.

## Königsberg vor 1945
König-Friedrich-Wilhelm I.-Denkmal
- Errichtet: 1907
- Bildhauer / Stil: Bildhauer Johann Meisner
- Standort: Schlossterrassen
- Status: nicht erhalten

König-Friedrich-I.-Denkmal
- Errichtet: 1802
- Bildhauer / Stil: Bildhauer Andreas Schlüter
- Standort: Schloss-Platz, östliche Ecke des Schlosses
- Status: nicht erhalten

Kaiser-Wilhelm-I.-Denkmal
- Errichtet: 1894
- Bildhauer / Stil: Bildhauer Friedrich Reusch
- Standort: Kaiser-Wilhelm Platz, südwestliche Ecke des Schlosses
- Status: nicht erhalten

Reiterstandbild König Friedrich Wilhelms III.
- Errichtet: 1851
- Bildhauer / Stil: Bildhauer August Kiß
- Standort: im Königsgarten vor der Universität (später: Paradeplatz)
- Besonderheiten:
- Status: nicht erhalten

Kant-Denkmal
- Errichtet: 1864, Kopie von 1992
- Bildhauer / Stil: Christian Daniel Rauch
- Standort: früher in der Prinzessinstraße vor Kants ehemaligem Wohnhaus, ab 1885 auf dem Paradeplatz, heute als Kopie von Harald Haake vor der Kant-Universität auf dem ehemaligen Paradeplatz
- Besonderheiten:
- Status: Original nicht erhalten, 1992 als Neuguss wieder aufgestellt.

Luisendenkmal
- Errichtet: 1874
- Bildhauer / Stil: Christian Daniel Rauch
- Standort: Luisenwahl
- Besonderheiten:zu Ehren der Königin Luise von Preußen
- Status: Die Bank steht noch, die Büste ist verschollen

Burow-Büste
- Errichtet: 1877
- Bildhauer / Stil:
- Standort: Burgplatz
- Besonderheiten:zu Ehren des Arztes: Karl Heinrich Burow
- Status: aufgestellt im Albertinum in Göttingen

Herzog-Albrecht-Denkmal
- Errichtet: 1891, 2005 neu errichtet
- Bildhauer / Stil: Johann Friedrich Reusch
- Standort: früher beim Haberturm, heute neben dem Königsberger Dom
- Besonderheiten: –
- Status: 1945 verschwunden, neu errichtet

Bismarck-Denkmal
- Errichtet: 1901
- Architekt / Stil: Johann Friedrich Reusch
- Standort: Kaiser-Wilhelm Platz
- Besonderheiten:-
- Status: nicht erhalten

Kantgedenktafel
- Errichtet: 1904
- Künstler / Stil: Bronze-Tafel von Friedrich Lahrs
- Standort: Gesekus-Platz/Zyklopenmauer
- Besonderheiten: Sie enthielt einen Satz aus den "Apotheose der Pflicht" in der Kritik der reinen Vernunft:" Zwei Dinge erfüllen das Gemüt mit immer neuer und zunehmender Bewunderung und Ehrfurcht, je öfter und anhaltender sich das Nachdenken damit beschäftigt: Der bestirnte Himmel über mir und das moralische Gesetz in mir".
- Status: nicht erhalten, Neuanfertigung in Deutsch und Russisch seit 1994 an einer Mauer beim abgerissenen Schloss.

Eine Replik der ursprünglichen Tafel wurde 1955 in der Partnerstadt Duisburg enthüllt.
Schiller-Denkmal
Errichtet: 1910

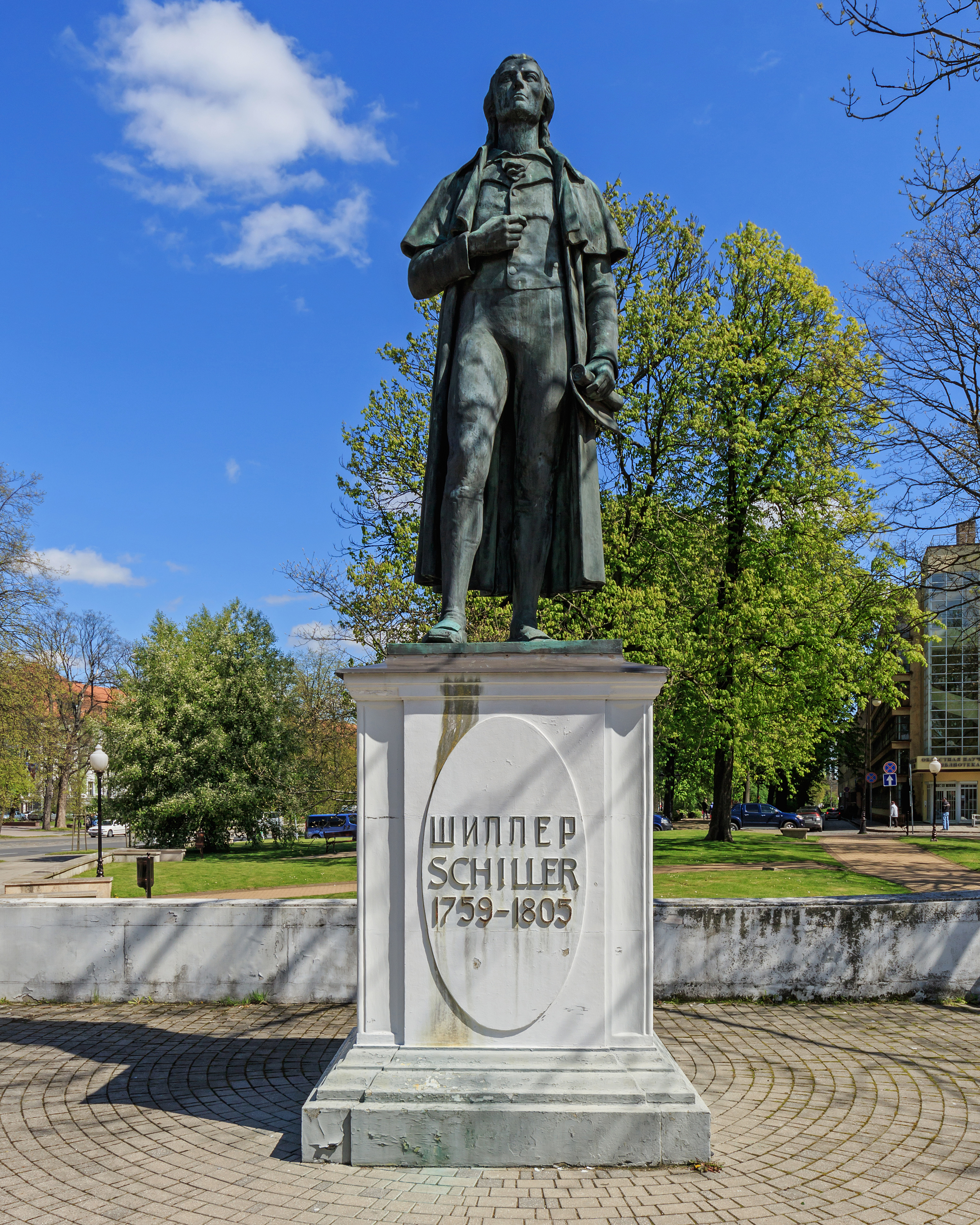
Schillerdenkmal

- Bildhauer / Stil: Stanislaus Cauer
- Standort: Paradeplatz, seit 1936 in der Hufenallee (heute: Prospekt Mira (russisch Просрект Мира))
- Besonderheiten: zu Ehren von Friedrich Schiller
- Status: erhalten

Kämpfende Wisente
- Errichtet: 1912
- Architekt / Stil: Bildhauer August Gaul
- Standort: Hufenallee (heute: Prospekt Mira (russisch Просрект Мира))
- Besonderheiten: –
- Status: erhalten

Der Deutsche Michel
- Errichtet: 1924
- Bildhauer: Friedrich Reusch
- Standort: Wrangelturm
- Besonderheit: –
- Status: nicht erhalten

Vierbrüdersäule
- Errichtet: 1295
- Standort: Kaporner Heide
- Besonderheit: 1898 erneuert
- Status: nicht erhalten

Yorck-Denkmal
- Errichtet: 1913
- Standort: auf dem Walter-Simon-Platz im Stadtteil Mittelhufen
- Bildhauer:Walter Rosenberg
- Status: nicht erhalten

Besselbüste
- Errichtet:
- Standort: im Garten der Sternwarte
- Bildhauer:Christian Daniel Rauch
- Status: nicht erhalten

## Kaliningrad in der Sowjetunion / in Russland
Gedenkstätte für die 1200 Gardisten
- Errichtet: 30. September 1945
- Architekt / Stil:
- Standort: Gwardejskij Prospekt (russisch Гвардейский проспект)
- Besonderheiten: Die Gedenkstätte erinnert an die Soldaten der 11. Gardearmee, die beim Sturm auf Königsberg gefallen sind. Es wurde über einem Massengrab mit 1200 Soldaten errichtet. Seit 1960 brennt vor dem Denkmal eine Ewige Flamme
- Status: erhalten

Steinernes Gedenkkreuz
- Errichtet: 29. August 2009
- Standort: Grünanlage neben dem Dom
- Anlass: 65. Jahrestag der britischen Luftangriffe auf Königsberg Ende August 1944 (über 5000 zivile Opfer)

## Bildgalerie

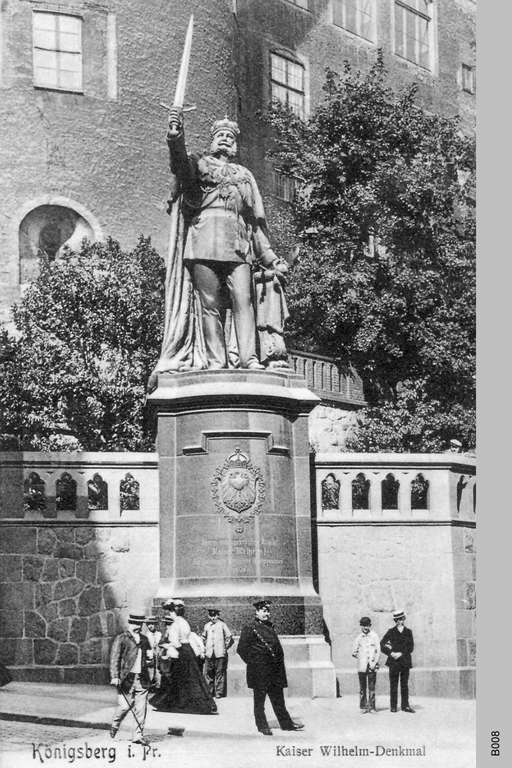
Kaiser-Wilhelm-I.-Denkmal auf dem Kaiser-Wilhelm-Platz
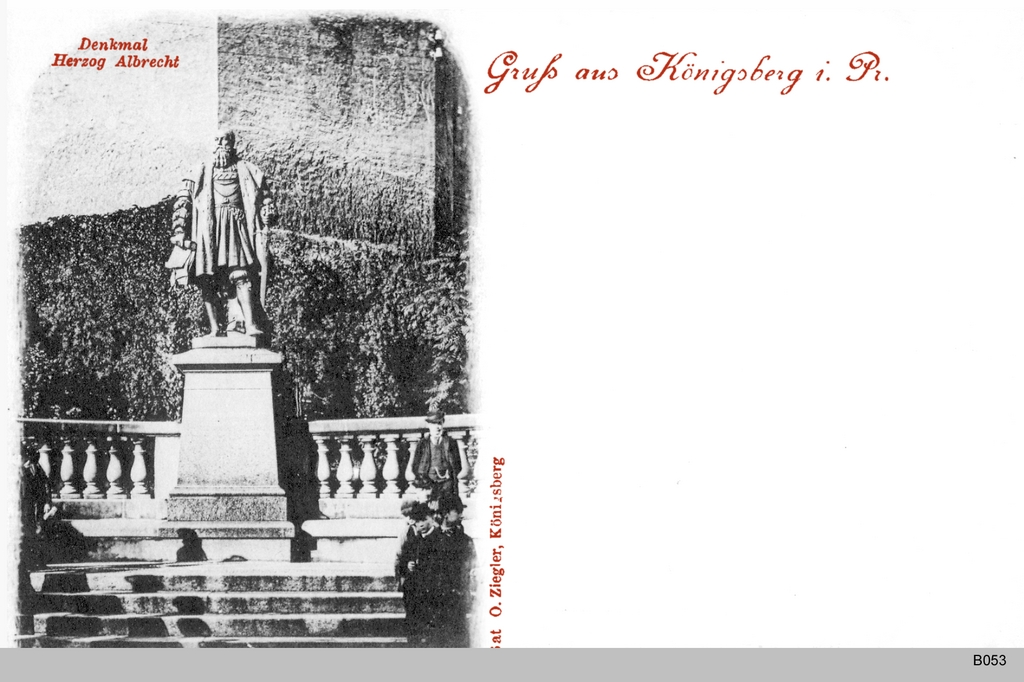
Herzog-Albrecht-Denkmal am Haberturm
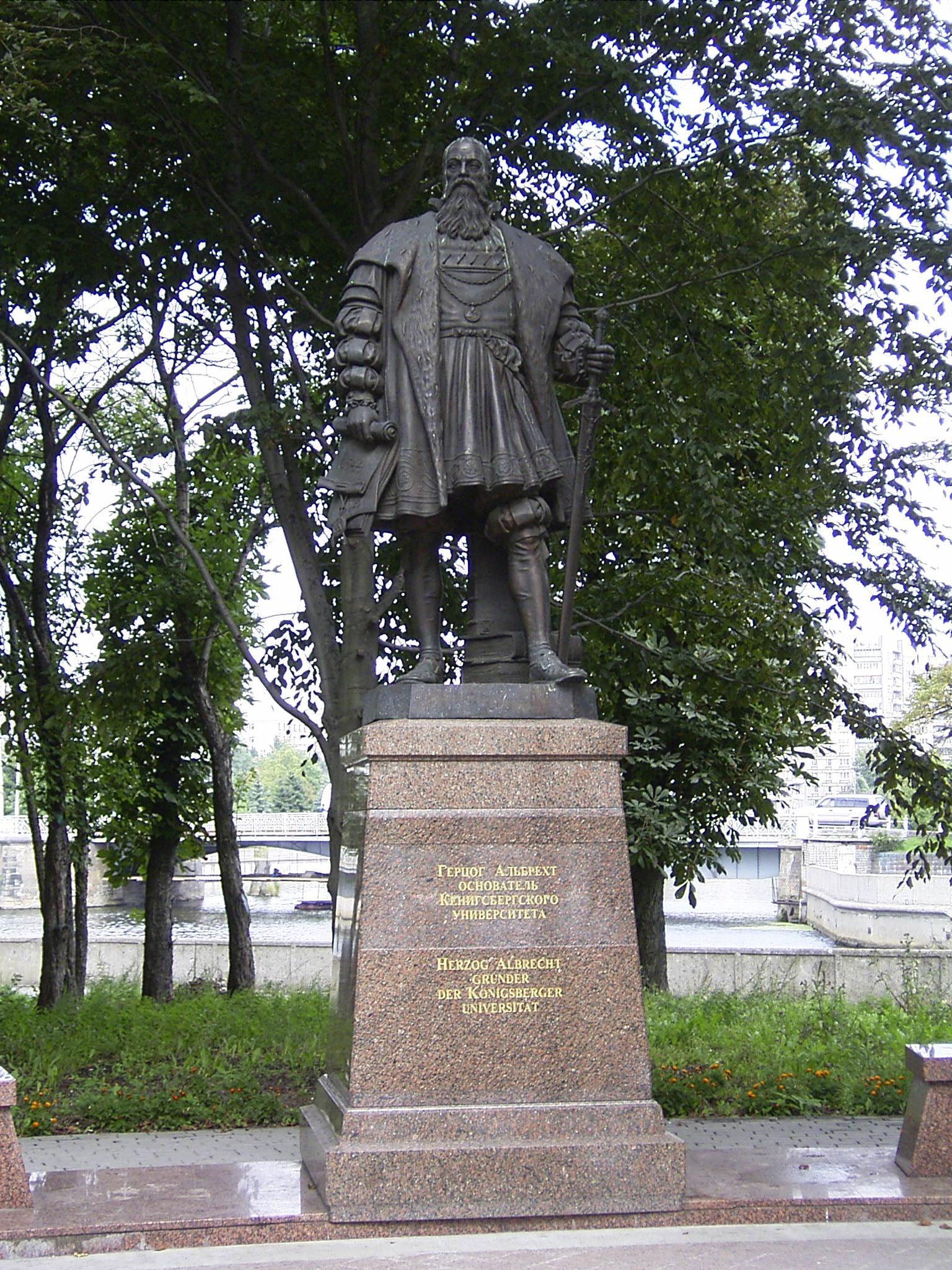
Wiedererrichtetes Herzog-Albrecht-Denkmal am Dom
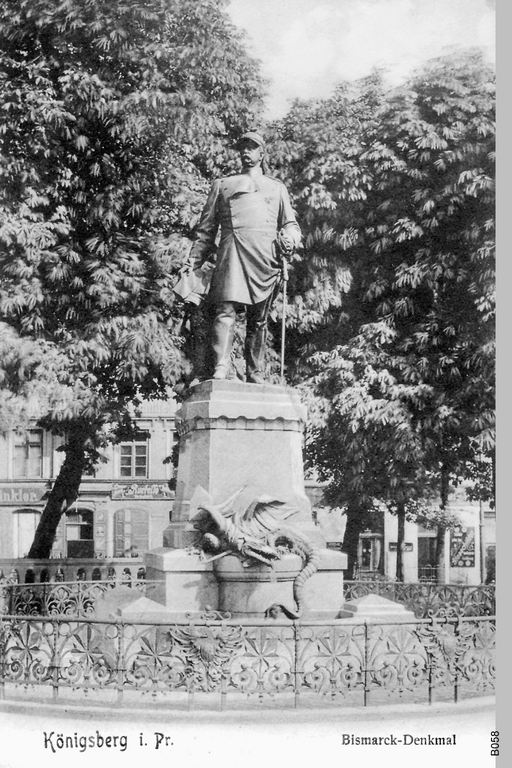
Bismarckdenkmal am Kaiser-Wilhelm-Platz
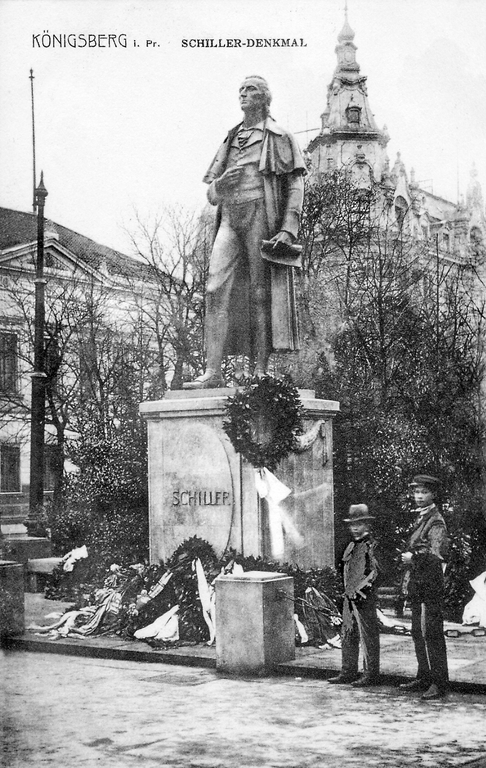
Schillerdenkmal
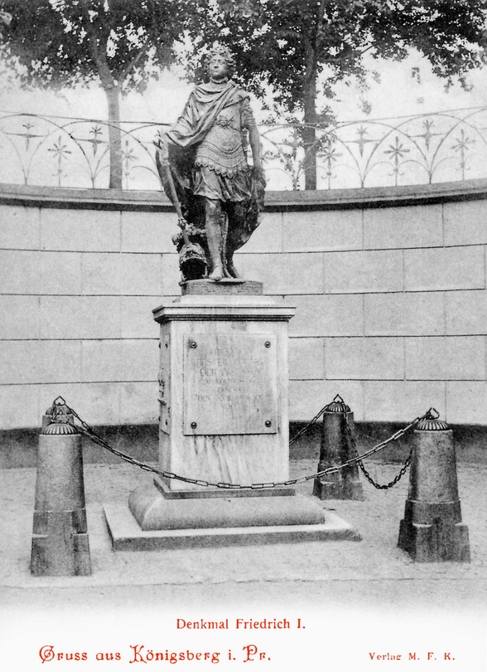
Friedrich-I.-Denkmal an der Ostseite des Schlosses
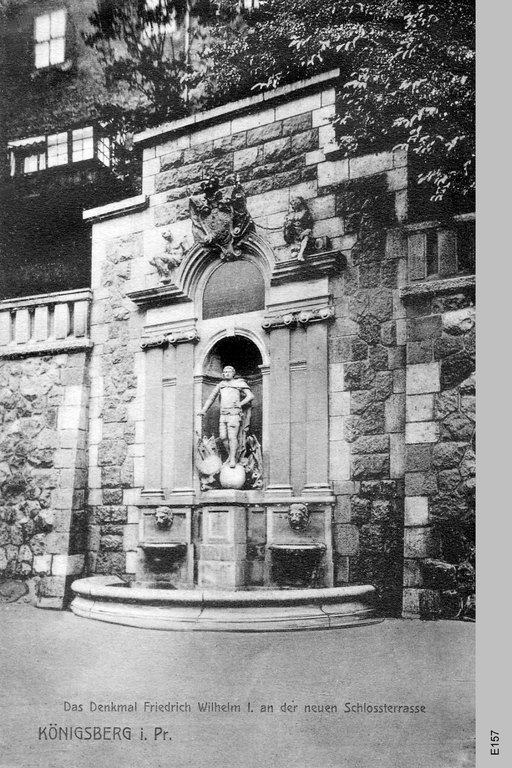
Friedrich-Wilhelm-I.-Denkmal an den Schlossterrassen
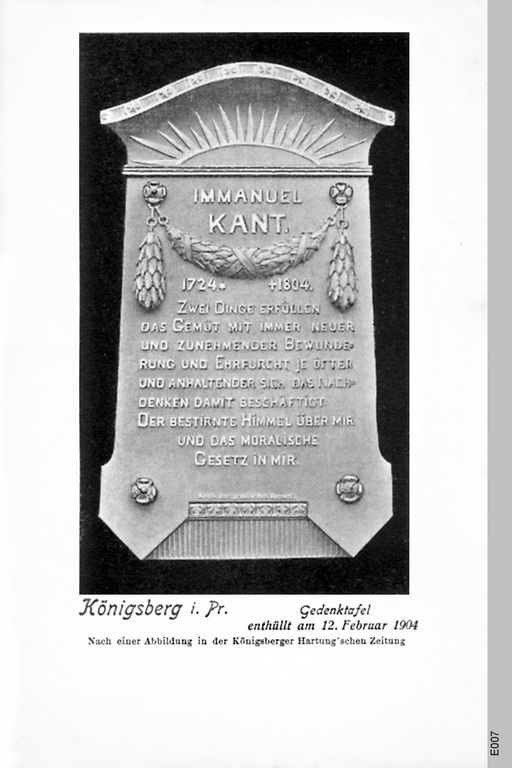
Kanttafel an der Schlossmauer Westseite Zyklopenmauer
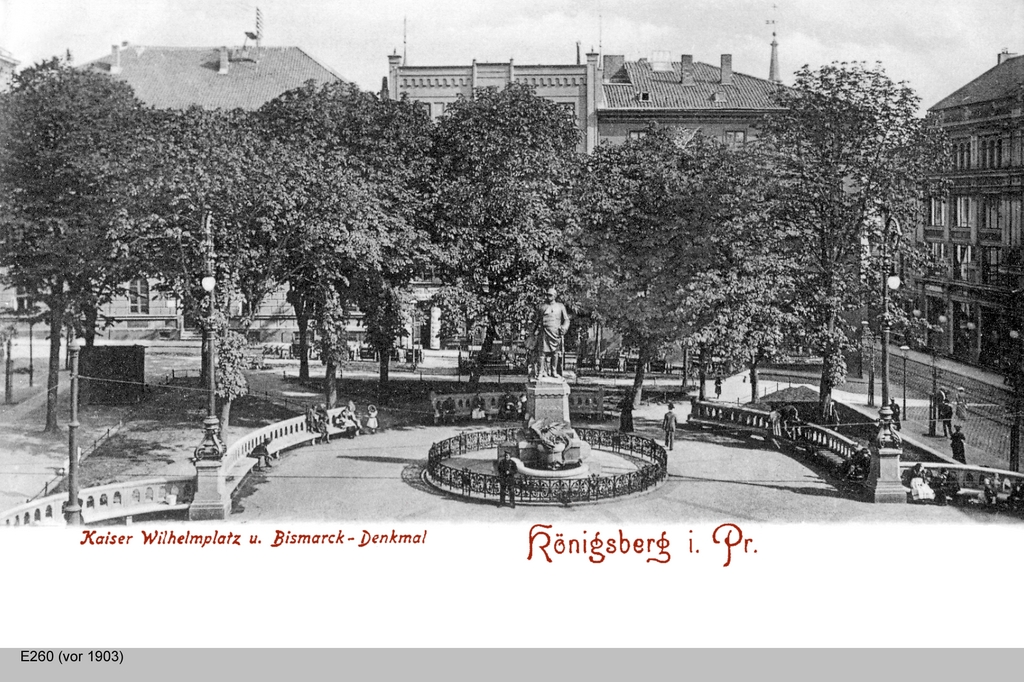
Bismarck auf dem Kaiser-Wilhelm-Platz
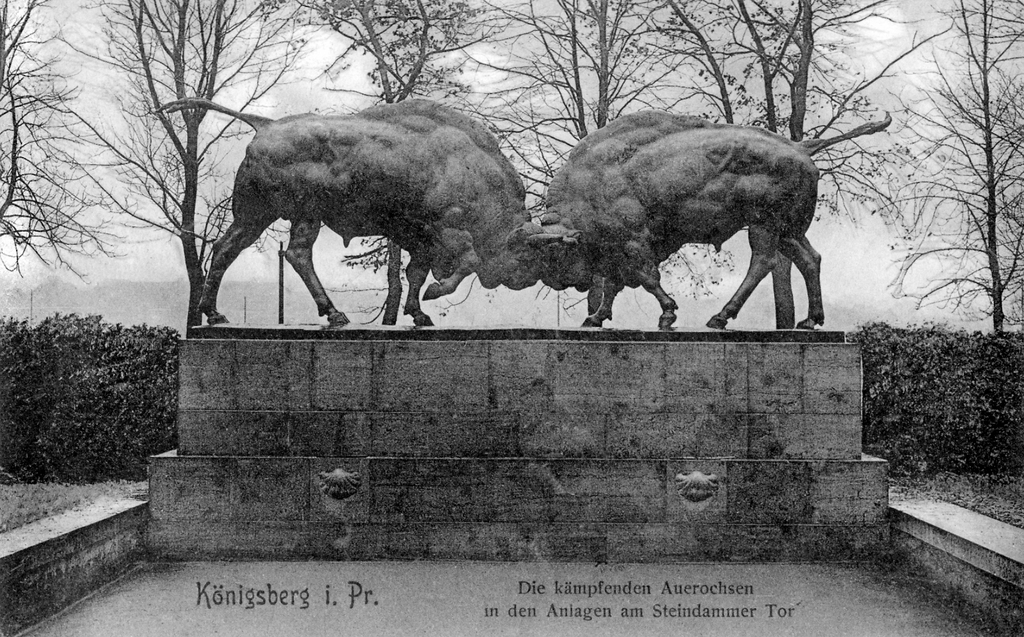
Kämpfende Auerochsen vor dem Oberlandesgericht
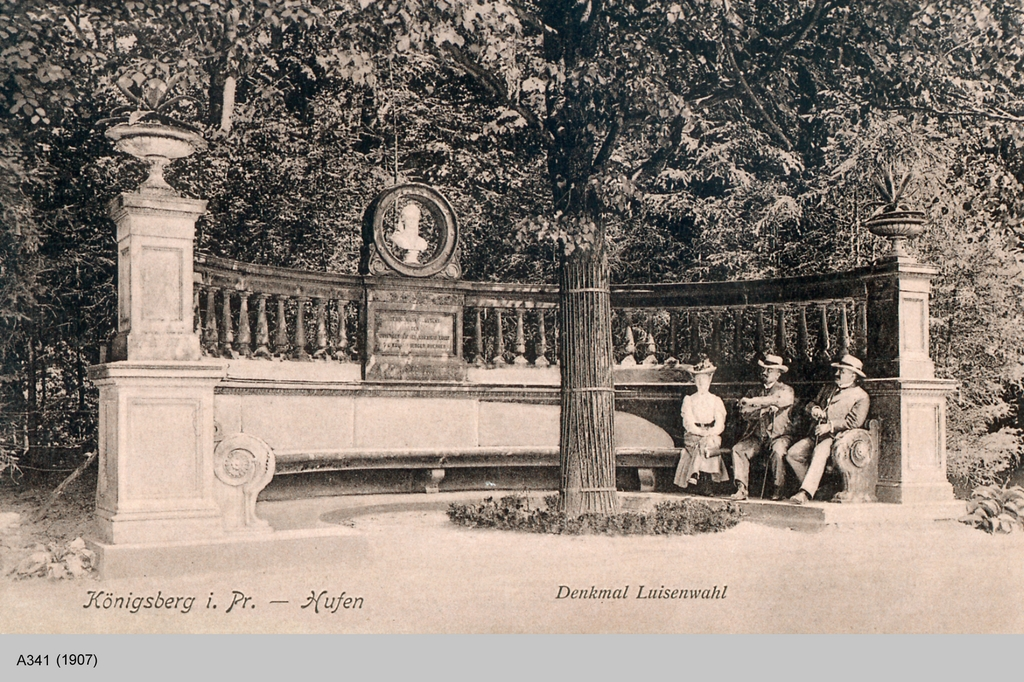
Königin-Louise-Denkmal in Hufen